# Przeciszów (gmina)
Przeciszów – gmina wiejska w województwie małopolskim, w powiecie oświęcimskim. W latach 1975–1998 gmina położona była w województwie bielskim.
Siedziba gminy to Przeciszów.
Według danych z 30 czerwca 2023 gminę zamieszkiwały 6407 osoby.

## Położenie
Gmina Przeciszów pod względem fizycznogeograficznym położona jest w pasie Kotlin Podkaprackich. Znajduje się we wschodniej części makroregionu Kotliny Oświęcimskiej, na wysokości ok. 220-290 m n.p.m. Gmina położona jest na terenie dwóch mezoregionów: Doliny Górnej Wisły (północ) oraz Podgórza Wilamowickiego (południe).
Na północy gminy płynie Wisła. Znajduje się tam również początkowa część śródlądowego szlaku żeglugowego, Droga Wodna Górnej Wisły, biegnącego od Oświęcimia, kończąc w Krakowie. Przez centrum Przeciszowa przebiega potok Bachórz, uchodzący do Wisły. Przez gminę płynie struga Włosanka, dopływ Wisły.

## Struktura powierzchni
Według danych z roku 2002 gmina Przeciszów ma obszar 35,4 km², w tym:
- użytki rolne: 79%
- użytki leśne: 5%

Gmina stanowi 8,72% powierzchni powiatu.

## Demografia

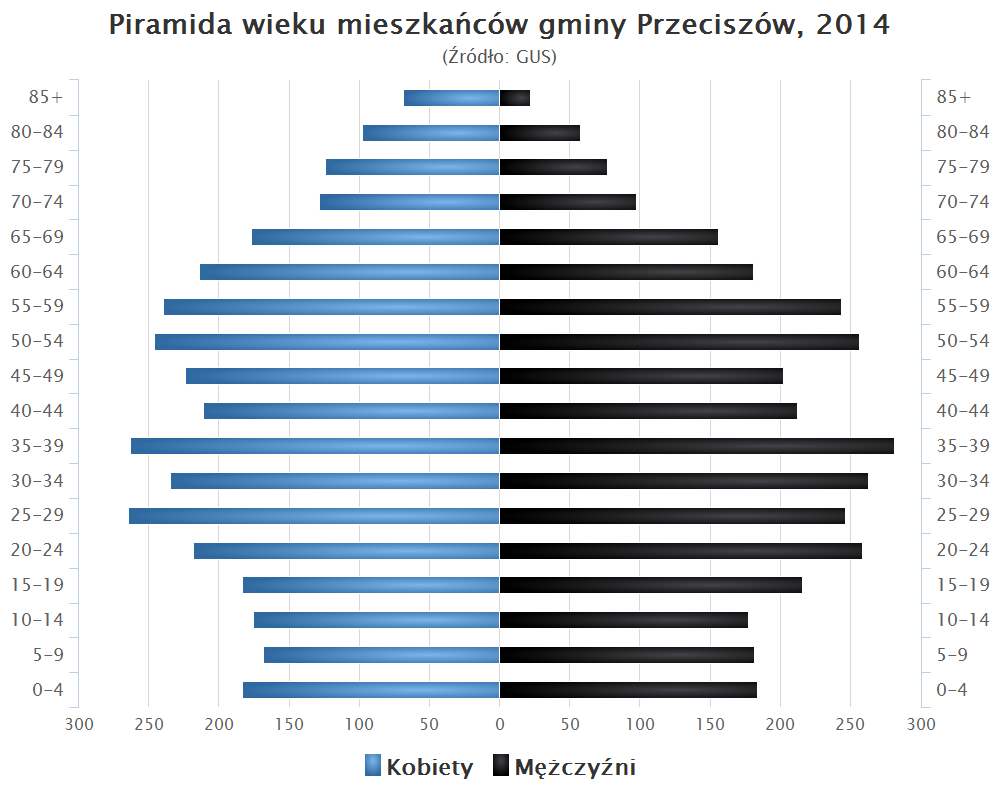
Piramida wieku mieszkańców gminy Przeciszów w 2014 roku

## Transport

### Drogowy
Przez gminę biegną następujące drogi krajowe i wojewódzkie:
- 44 Gliwice-Sośnica - Mikołów - Tychy - Bieruń - Oświęcim - Zator - Skawina - Kraków, Skotniki
- 949 Przeciszów - Polanka Wielka - Osiek - Grojec - Zasole - Jawiszowice

W gminie Przeciszów biegną drogi powiatowe:
| Numer drogi | Przebieg                                   | Długość drogi w (km) | Klasa drogi |
| ----------- | ------------------------------------------ | -------------------- | ----------- |
| 1762K       | Przeciszów - Piotrowice - Gierałtowice     | 4,024                | Z           |
| 1895K       | Oświęcim - Dwory Drugie - Las - Przeciszów | 13,397               | Z           |
| 1899K       | Polanka Wielka - Piotrowice                | 2,910                | Z           |

Nad kanałem Wisła, na drodze powiatowej nr 1895K, na ul. Leśnej położony jest most drogowy o długości ok. 130 metrów.

### Kolejowy
W gminie biegnie linia kolejowa:
- 94 Linia kolejowa nr 94, o długości 64 km, relacji Kraków Płaszów - Oświęcim

Przeciszów posiada w jej ciągu stację kolejową.

## Miejscowości
- Na terenie gminy znajdują się 3 sołectwa we wsiach: Las, Piotrowice, Przeciszów.

Miejscowości bez statusu sołectwa: Podlesie, Przyrąb

## Sąsiednie gminy
Babice, Osiek, Oświęcim, Polanka Wielka, Wieprz, Zator